# Grand Prix d’Aix-en-Provence
Der Grand Prix d’Aix-en-Provence war eine Radsportveranstaltung in Frankreich. Es war ein Straßenrennen, das als Eintagesrennen ausgetragen wurde und fand von 1949 bis 1986 statt. 

## Geschichte
Der Kurs führte rund um Aix-en-Provence in Südfrankreich und fand zu Beginn der Radsportsaison statt. Das Rennen hatte 29 Austragungen. Die erste Austragung 1949 hatte den Namen „Grand Prix Germain Reynier“. Von 1950 bis 1958 fand es nicht statt, danach wurde es jährlich bis 1986 veranstaltet. Es war ein Straßenrennen für Berufsfahrer.

## Palmarès
| Jahr      | Sieger              | Zweiter            | Dritter                |
| --------- | ------------------- | ------------------ | ---------------------- |
| 1949      | Jesus Moujica       | Attilio Redolfi    | Robert Desbats         |
| 1950–1957 | Nicht ausgetragen   |                    |                        |
| 1958      | Adrien Arrvecchia   |                    |                        |
| 1959      | Jean Anastasi       | Gilbert Bauvin     | Raymond Elena          |
| 1960      | Claude Mattio       | Antoine Abate      | Jean-Claude Lefebvre   |
| 1961      | Jean Zolnowski      | Gilbert Salvador   | Anatole Novak          |
| 1962      | Jean Anastasi       | René Abadie        | Jean Bourlès           |
| 1963      | Jean Dupont         | Alain Vera         | René Binggeli          |
| 1964      | Antonio Blanco      | Frans Melckenbeeck | Jean-Baptiste Claes    |
| 1965      | Jacques Cadiou      | Willy Bocklant     | Pierre Le Mellec       |
| 1966      | André Zimmermann    | Paul Gutty         | Raymond Poulidor       |
| 1967      | Jean Jourden        | Jacques Cadiou     | Bernard Guyot          |
| 1968      | Jean-Marie Leblanc  | Francis Blanc      | Mario Drago            |
| 1969      | José Catieau        | Raymond Poulidor   | Cyrille Guimard        |
| 1970      | Walter Godefroot    | Leo Duyndam        | Christian Raymond      |
| 1971      | Alain Santy         | Gerard Vianen      | Jürgen Tschan          |
| 1972      | Bernard Delchambre  | Jürgen Tschan      | Jean-Claude Genty      |
| 1973      | Leif Mortensen      | Jacques Esclassan  | Bernard Labourdette    |
| 1974      | Guy Sibille         | Cyrille Guimard    | Gerben Karstens        |
| 1975      | Maurice Le Guilloux | José Alvarez       | Mariano Martinez       |
| 1976      | Roy Schuiten        | Régis Delépine     | Alain Santy            |
| 1977      | Walter Riccomi      | Willem Peeters     | Jean-Luc Vandenbroucke |
| 1978      | Roger Rosiers       | Walter Godefroot   | Guido Van Calster      |
| 1979      | André Mollet        | Bernard Becaas     | Christian Seznec       |
| 1980      | Hans-Peter Jakst    | Kim Andersen       | Paul Sherwen           |
| 1981      | Jan Bogaert         | Francis Castaing   | Jean-Luc Vandenbroucke |
| 1982      | Francis Castaing    | Jan Raas           | John Herety            |
| 1983      | Éric Caritoux       | Yves Godimus       | Claude Moreau          |
| 1984      | Sean Kelly          | Laurent Fignon     | Jan Bogaert            |
| 1985      | Steve Bauer         | Joël Pelier        | Marcel Tinazzi         |
| 1986      | Joël Pelier         | Dirk De Wolf       | Philippe Louviot       |